# 秋月古墳群
秋月古墳群（あきづきこふんぐん）は、和歌山県和歌山市秋月にある古墳群。2009年（平成21年）時点で12基が確認されているが、いずれも後世に破壊され、地上に墳丘としては存在しない埋没古墳である。

## 概要
和歌山県北西部、紀の川河口部の和歌山平野の紀の川自然堤防上に営造された古墳群である。日前國懸神宮を中心に東西550メートル・南北550メートルの範囲に広がる秋月遺跡（弥生時代-中世期の複合遺跡）のうちにあり、日前國懸神宮の西側の和歌山県立向陽中学校・高等学校周辺における発掘調査で発見された。これまでに前方後円墳1基・円墳3基・方墳8基の計12基が確認されている。
12基の古墳は、墳丘周囲に巡らされた周溝から存在が認められているが、いずれも墳丘は削平されており詳細は明らかでない。特に群中唯一の前方後円墳である1号墳は、周溝内出土の古式土師器から和歌山県内では最古級の前方後円墳になるとして注目される。
この秋月古墳群では、古墳時代前期に前方後円墳1基・方墳2-4基が、中期に方墳4-6基・円墳2基が、後期に円墳1基が築造されたと推定される。岩橋千塚古墳群に先行して始まり長期間に渡って営造されており、岩橋千塚古墳群の出現・日前國懸神宮との関係・紀国造家との関係を考察する点で重要視される古墳群になる。

## 遺跡歴
- 1985年（昭和60年）、秋月遺跡の県第2次調査で6基（1-6号墳）を確認（和歌山県文化財センター、2005・2012年に概報刊行）[3]。
- 1992年（平成4年）、秋月遺跡の県第5次調査で2基（7-8号墳）を確認（和歌山県文化財センター、1994年に報告書刊行）[4]。
- 2009年（平成21年）、秋月遺跡の県第9次調査で4基（9-12号墳）を確認（和歌山県文化財センター、2011年に報告書刊行）[2]。

## 一覧
| 古墳名 | 形状       | 築造時期   | 発見    | 発見 | 主な出土品                                      |
| 古墳名 | 形状       | 築造時期   | 調査    | 年度 | 主な出土品                                      |
| ------ | ---------- | ---------- | ------- | ---- | ----------------------------------------------- |
| 1号墳  | 前方後円墳 | 前期       | 県第2次 | 1985 | 土師器 小型丸底壺                               |
| 2号墳  | 方墳       | 前期頃     | 県第2次 | 1985 | 土師器 直口壺・てづくね土器                     |
| 3号墳  | 方墳       | 前期       | 県第2次 | 1985 | 土師器 二重口縁壺                               |
| 4号墳  | 方墳       | 前-中期    | 県第2次 | 1985 | 土師器 直口壺・高坏片                           |
| 5号墳  | 方墳       | 中期       | 県第2次 | 1985 | 初期須恵器 はそう・甕片                         |
| 6号墳  | 方墳       | 中期       | 県第2次 | 1985 | 初期須恵器 はそう・甕片                         |
| 7号墳  | 方墳       | 中期       | 県第5次 | 1992 | 土師器 鉢                                       |
| 8号墳  | 方墳       | 中期       | 県第5次 | 1992 | 初期須恵器 はそう・甕片                         |
| 9号墳  | 円墳       | 後期       | 県第9次 | 2009 | 須恵器 蓋坏 土師器長胴甕 滑石製臼玉 紡錘車 骨片 |
| 10号墳 | 円墳       | 中期末     | 県第9次 | 2009 | 土師器 直口壺・高坏                             |
| 11号墳 | 円墳       | 中期後半頃 | 県第9次 | 2009 | 須恵器片                                        |
| 12号墳 | 方墳       | 前期       | 県第9次 | 2009 | 土師器 小型丸底壺・二重口縁壺                   |

## 関連文献
（記事執筆に使用していない関連文献）
- 「秋月遺跡」『緊急雇用対策特別基金事業に係る発掘調査資料整理概報 -和歌山県内6遺跡の概要報告書-』和歌山県教育委員会・公益財団法人和歌山県文化財センター、2005年。